# Thomas Reisinger

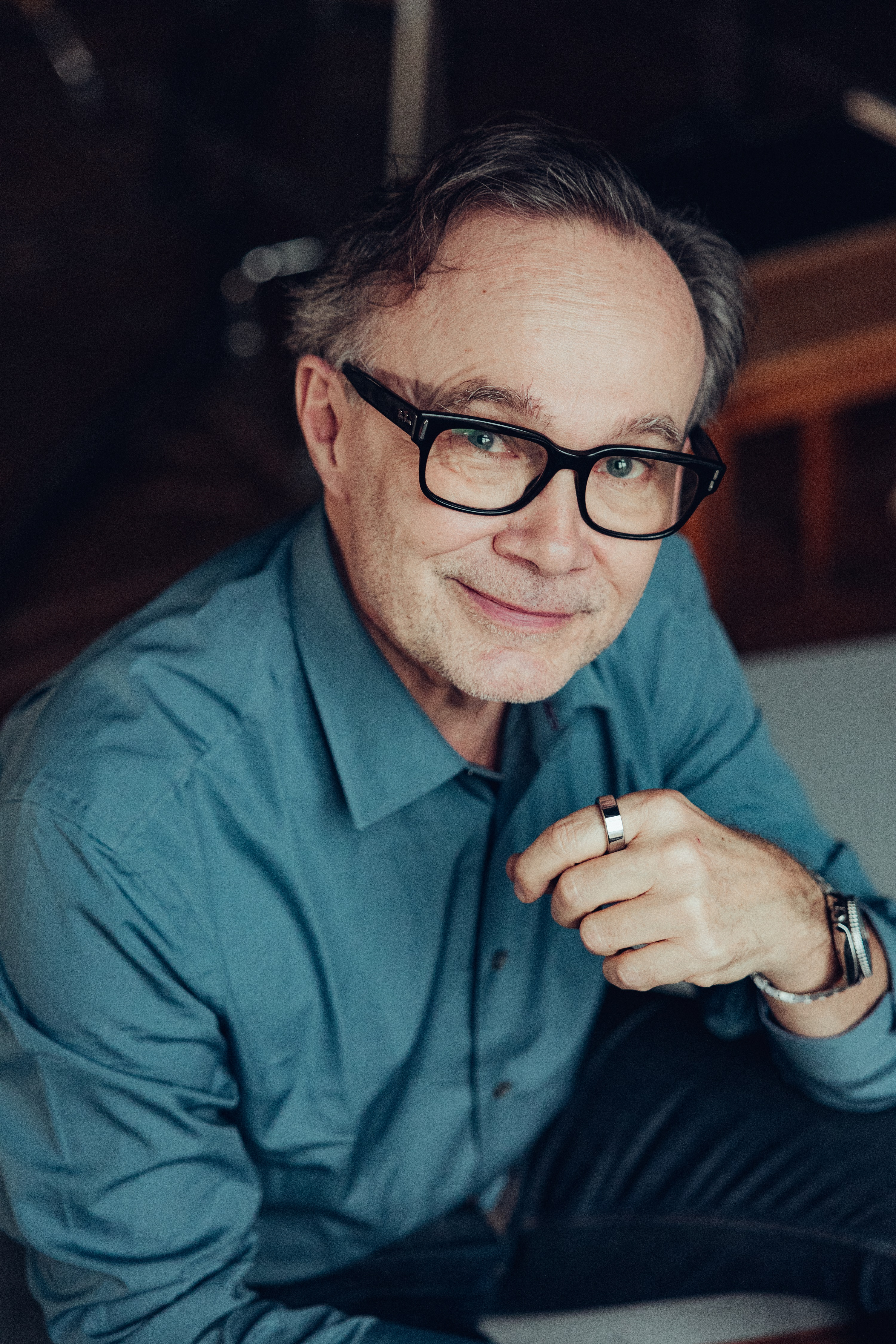
Thomas Reisinger (2024). Foto: Joel Heyd

Thomas Reisinger (* 28. Januar 1966 in Wien) ist ein österreichischer Schauspieler und Regisseur.

## Biografie
Thomas Reisinger wurde 1966 in Wien geboren. Seine Schauspielausbildung absolvierte er an der Schauspielschule Krauss in Wien sowie am Lee Strasberg Theatre and Film Institute in New York. Er arbeitete von 1998 bis 2006 am Theater Basel, danach u. a. am Schauspielhaus Wien und am Wiener Burgtheater. Seit der Spielzeit 2019/20 gehört er zum festen Ensemble des Residenztheaters München (Bayerisches Staatsschauspiel). Neben seiner Arbeit am Theater steht Reisinger auch regelmäßig für Film- und Fernsehproduktionen vor der Kamera.
Er lebt mit der Schauspielerin Katja Jung zusammen und hat zwei Kinder.

## Theater (Auswahl)

### Theater Drama-X Wien
- 2007: Der Mob – die:Gewerkschaft (als Terry Malloy). Nach dem Film Die Faust im Nacken von Elia Kazan. Inszenierung: Samuel Schwarz

### Theater Chur
- 2009: Jenatsch (als Jenatsch). Nach dem Roman Jürg Jenatsch von Conrad Ferdinand Meyer. Inszenierung: Samuel Schwarz

### Schauspielhaus Wien
- 2008: Es geht uns gut (als Peter). Von Andreas Jungwirth nach dem Roman von Arno Geiger. Inszenierung: Lars-Ole Walburg
- 2011: Waisen (als Danny). Von Dennis Kelly. Inszenierung: Ramin Gray
- 2012: Der Seidene Schuh oder Das Schlimmste trifft nicht immer zu (als Jakobus). Von Thomas Arzt, Jörg Albrecht, Anja Hilling und Tine Rahel Völcker nach Paul Claudel. Inszenierung: Gernot Grünewald/ Mélanie Huber/ Christine Eder/ Pedro Martins Beja[1][2][3][4]

### Schloßparktheater Berlin
- 2012: Venedig im Schnee (als Christophe). Von Gilles Dyrek. Inszenierung: Roland Lang

### Theater Garage-X Wien
- 2009: Auf Basis der aktuellen Eigenkapitalerfordernisse von nur 4 Prozent (als Banker). Von Harald Posch. Inszenierung: Harald Posch
- 2012: Opfer (als Alexander). Nach dem Film von Andrei Arsenjewitsch Tarkowski. Inszenierung: Philipp Hauß
- 2013: Ein Iltis (als Vati). Von Josephine Ehlert. Inszenierung:Julia Burger

### Volkstheater Wien
- 2013: Fräulein Julie (als Jean). Von August Strindberg. Inszenierung: René Medvešek

### Burgtheater Wien
- 2008: Verbrennungen (als Nihad). Von Wajdi Mouawad. Inszenierung: Stefan Bachmann
- 2010: Die heilige Johanna der Schlachthöfe (als Paulus Snyder). Von Bertolt Brecht. Inszenierung: Michael Thalheimer
- 2010: Geschichten aus dem Wiener Wald (als Ferdinand Hierlinger). Von Ödön von Horváth. Inszenierung: Stefan Bachmann
- 2014: Die letzten Tage der Menschheit (div. Rollen). Nach Karl Kraus. Inszenierung: Georg Schmiedleitner (in Kooperation mit den Salzburger Festspielen)
- 2015: Die Schutzbefohlenen (als Schutzbefohlener). Von Elfriede Jelinek. Inszenierung: Michael Thalheimer

### Theater Basel
- 2004: Elling (als Frank Äsli). Nach dem Roman "Blutsbrüder" von Ingvar Ambjørnsen. Inszenierung: Johannes Holmen Dahl
- 2005: Die Wildente (als Relling, Arzt). Nach Henrik Ibsen. Inszenierung: Stefan Müller
- 2005: Die Katze auf dem heißen Blechdach (als Brick). Von Tennessee Williams. Inszenierung: Tom Schneider
- 2015: Kinder der Sonne (als Nasar). Von Maxim Gorki. Inszenierung: Nora Schlocker
- 2015: Edward II. - Die Liebe bin ich (als Peer #3 / Bischof). Von Ewald Palmetshofer nach Christopher Marlowe. Inszenierung: Nora Schlocker (Koproduktion mit dem Schauspielhaus Wien und den Wiener Festwochen)
- 2017: Idomeneus (Ensemble). Von Roland Schimmelpfennig. Inszenierung: Miloš Lolić
- 2017: Die Dreigroschenoper (als Jonathan Jeremiah Peachum/ Hure). Von Bertolt Brecht. Musik von Kurt Weill. Inszenierung: Dani Levy
- 2017: Wilhelm Tell (als Konrad Baumgarten/ Rösselmann, der Pfarrer). Von Friedrich Schiller. Inszenierung: Stefan Bachmann (Koproduktion mit dem Schauspiel Köln)[5][6][7][8]
- 2018: Romulus der Grosse (als Apollyon, Kunsthändler/ Cäsar Rupf, Industrieller/  Odoaker, Fürst der Germanen). Von Friedrich Dürrenmatt. Inszenierung: Franz-Xaver Mayr
- 2018: Othello X (als Senator aka The Duke). Von Nuran David Calis nach  William Shakespeare. Inszenierung: Nuran David Calis
- 2019: Die Räuber (als Der alte Moor). Von Friedrich Schiller. Inszenierung: Thorleifur Örn Arnarsson
- 2019:  Hexenjagd (als Thomas Putnam). Von Arthur Miller. Inszenierung: Robert Icke[9]

### Residenztheater München
- 2019: Sommergäste (als Dudakow, Kirill Akimowitsch, Arzt). Von Maxim Gorki. Inszenierung: Joe Hill-Gibbins[10][11][12][13][14][15]
- 2019: Ronja Räubertochter (als Borka, Birks Vater/ Rumpelmann). Nach dem Roman von Astrid Lindgren, Inszenierung: Daniela Kranz
- 2020: Der starke Stamm (als Schwager). Nach Marieluise Fleißer. Inszenierung: Julia Hölscher[16][17][18]
- 2021: Der Kreis um die Sonne (als Der Mann). Von Roland Schimmelpfennig. Inszenierung: Nora Schlocker
- 2021: Gott (als Vorsitzender des Ethikrates). Von Ferdinand von Schirach. Inszenierung: Max Färberböck[19][20]
- 2021: Urteile (Revisited) – Nach dem Prozess (als Bruder). Von Christine Umpfenbach und Azar Mortazavi. Inszenierung: Christine Umpfenbach[21][22][23][24]
- 2022: Die Spiele müssen weiter gehen - München 1972 (Div. Rollen). Von Regine Dura. Inszenierung: Hans-Werner Kroesinger und Regine Dura[25][26][27][28]
- 2023: Erfolg (als Dr. Siegbert Geyer). Nach Lion Feuchtwanger – bearbeitet von Barbara Sommer und Stefan Bachmann. Inszenierung: Stefan Bachmann[29][30][31]
- 2023: Archiv der Tränen (als Der Paketbote). Von Magdalena Schrefel. Inszenierung:  Elsa-Sophie Jach[32]
- 2023: Herz aus Glas (als Adalbert). Nach Herbert Achternbusch. Inszenierung: Elsa-Sophie Jach
- 2023: Buddenbrooks (als Bendix Grünlich/ Alois Permaneder). Nach Thomas Mann. Inszenierung: Bastian Kraft[33]
- 2024: Die Kopenhagen-Trilogie (als Mein Vater / Der Sohn meiner Arbeitgeberin Toni / Mein erster Mann Viggo F. Møller / Mein zweiter Arzt / Mein Psychiater Geert-Jørgensen). Nach Tove Ditlevsen, für die Bühne bearbeitet von Tom Silkeberg. Inszenierung: Elsa-Sophie Jach[34][35][36]
- 2024: Maria Stuart (als Amias Paulet / Graf Aubespine). Nach Friedrich Schiller. Inszenierung:  Alexander Eisenach/  Nora Schlocker
- 2024: Ein Sommernachtstraum (als Fritz Egeus Ellermann). Nach William Shakespeare. Inszenierung: Stephan Kimmig[37][38][39][40][41]
- 2024: Die Ärztin (als Pfarrer Jacon Rice/ Vater von Emily Ronan). Von Robert Icke sehr frei nach «Professor Bernhardi» von Arthur Schnitzler. Inszenierung: Miloš Lolić[42][43][44][45][46]
- 2025: Nach Mitternacht (als Aaron Senior/ Herr Kulmbach/ Stürmermann). Von Cosmea Spelleken nach dem gleichnamigen Roman von Irmgard Keun. Inszenierung: Cosmea Spelleken[47]

### Bayerische Staatsoper München
- 2022: Bluthaus (als Werner Albrecht). Von Georg Friedrich Haas und Claudio Monteverdi (Komponisten) und ,Händl Klaus (Text). Libretti von Ottavio Rinuccini. Musikalische Leitung:Titus Engel. Inszenierung / Choreografie: Claus Guth (Eine Produktion der Bayerischen Staatsoper und des Residenztheaters München in Koproduktion mit der Opéra National de Lyon)

## Filmografie (Auswahl)
- 1992: Kaisermühlen Blues (Fernsehserie)
- 1994: Aufstand der Dinge
- 1995: Verbotene Liebe (Fernsehserie)
- 1996: Sylter Geschichten (Fernsehserie)
- 1997: S.O.S. Barracuda (Fernsehserie)
- 1997: Lesen.Macht.Tod
- 1997: Tx-transform
- 1999: Die Wache (Fernsehserie)
- 2000: SOKO 5113 (Fernsehserie)
- 2007: SOKO Donau (Fernsehserie)
- 2007: Still-Leben
- 2010: Diese Frau von vorhin
- 2010: Takiye – In Gottes Namen
- 2015: Tatort: Gier
- 2016: Der Bergdoktor (Fernsehserie, Folge Zehn Jahre Ewigkeit)
- 2020: Tatort: In der Familie Teil 2
- 2020: Die Chefin (Fernsehserie, Folge 64 Heilung)
- 2024: München Mord: A saisonale G’schicht (Fernsehreihe)
- 2024: Tatort: Schau mich an
- 2024: Toni, männlich, Hebamme – Baby im Korb

## Auszeichnungen
- 2024: AZ-Stern des Jahres 2024 in der Kategorie "Schauspieler" für seine Leistungen als "grandioser Charakterdarsteller" am Residenztheater München[48]